# Fizyka neutronowa
Fizyka neutronowa – dział fizyki jądrowej, poświęcony badaniu własności neutronu, takich jak: masa, spin, ładunek elektryczny, moment magnetyczny, rozpad promieniotwórczy oraz jego oddziaływania z materią.